# Sarańsk I
Sarańsk I (ros: Саранск I) – stacja kolejowa w Sarańsku, w Mordowii, w Rosji. Jest zarządzana przez penzeński oddział Kolei Kujbyszewskiej.

## Historia
Połączenie kolejowe między Sarańskiem a Moskwą istnieje od 1900 roku. Pierwszy budynek dworca kolejowego w Sarańsku powstał w 1893 roku wraz z początkiem ruchu pociągów przez stację w Sarańsku. W pierwszej połowie lat czterdziestych zrekonstruowano budynek dworca i plac dworcowy: powiększono tereny stacji, a na miejscu starego, wykonanego w duchu radzieckiego konstruktywizmu, postawiono nowy budynek.
Na początku XXI wieku zdecydowano się wyburzyć stary budynek dworca i postawić nowy terminal kolejowy, który został oddany do użytku w 2009 roku.
W 2017 roku w ramach przygotowania infrastruktury kolejowej do Mistrzostw Świata FIFA 2018 zespół stacji przeszedł modernizację. Przeprowadzono przebudowę peronów i kładki dla pieszych. Wybudowano nowy pawilon inspekcyjny.

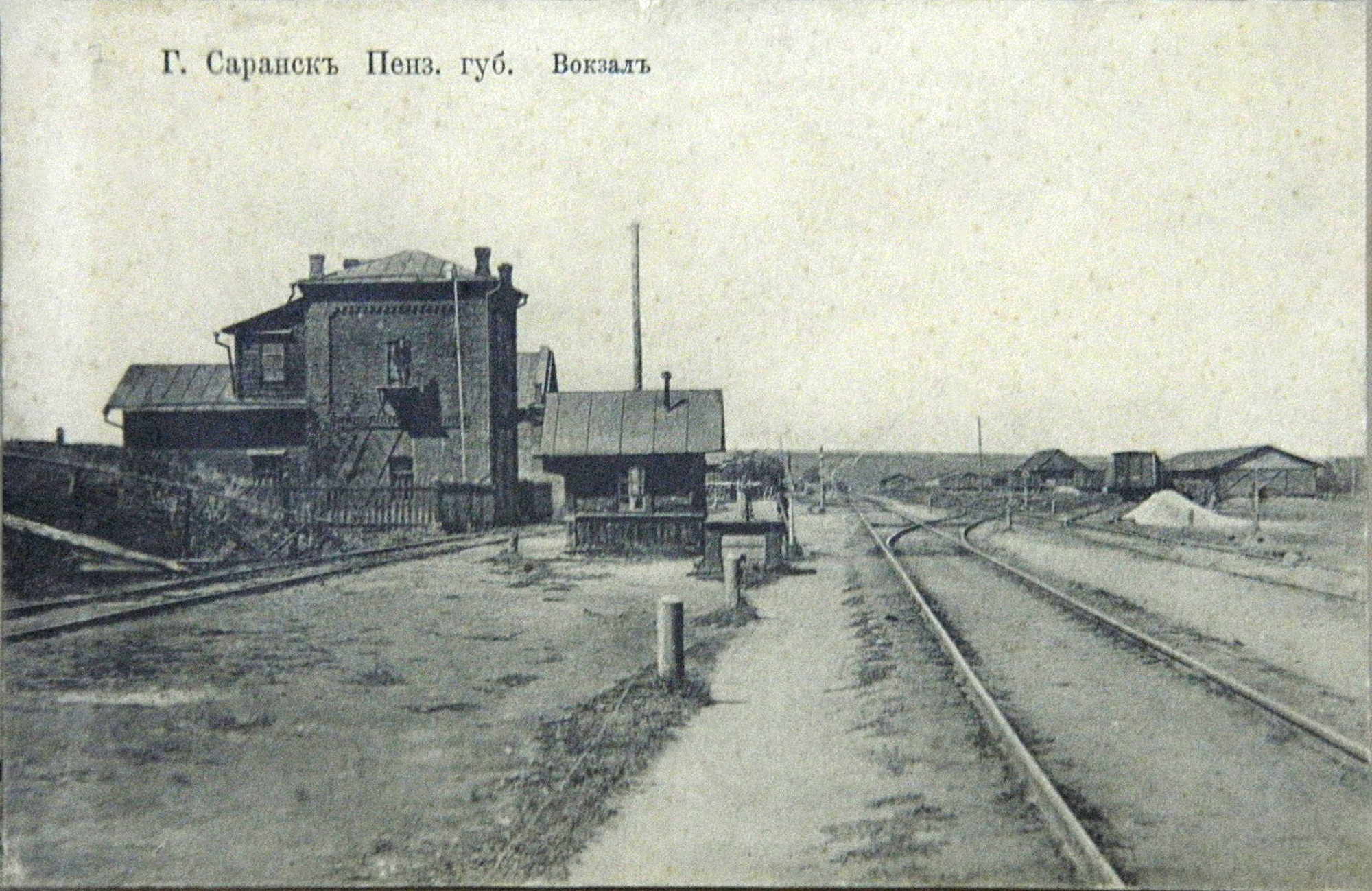
Pierwsza stacja kolejowa, zbudowana w 1893 roku

## Linie kolejowe
- Linia Krasnyj Uzeł

## Obecnie
Trzypiętrowy dworzec łączy w sobie nowoczesny projekt architektoniczny z klasycznym stylem „pałacowym”. Budynek przystosowany jest dla osób o ograniczonej sprawności ruchowej i wyposażony jest w tablice informacyjne z rozkładami jazdy najbliższych pociągów, przechowalnię bagażu podręcznego i ponadgabarytowego, punkt pierwszej pomocy, kiosk, kawiarnię-bistro, poczekalnie o różnym stopniu komfortu, całodobowe salony pokój dla mamy i dziecka, centrum usług. Łączna powierzchnia stacji kolejowej w Sarańsku to około 3,4 tys. m². Wydajność wynosi 750 tysięcy osób rocznie.

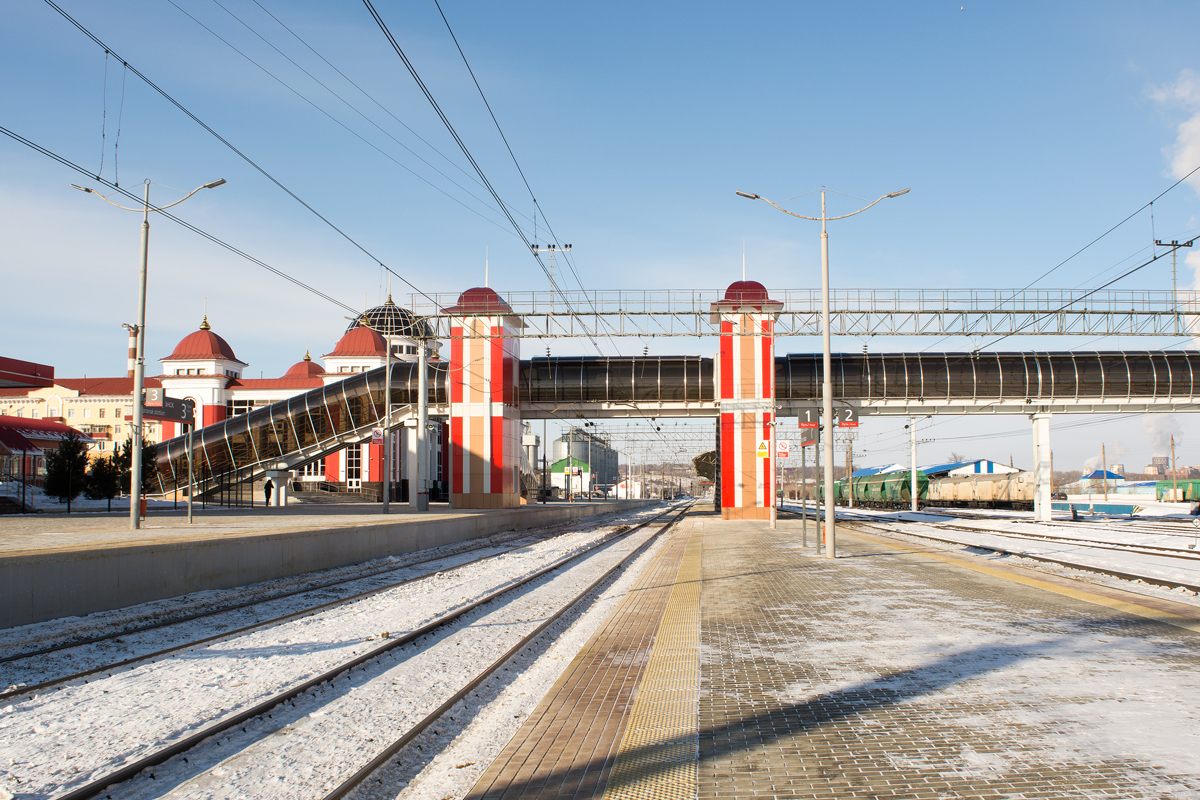
Infrastruktura dworcowa
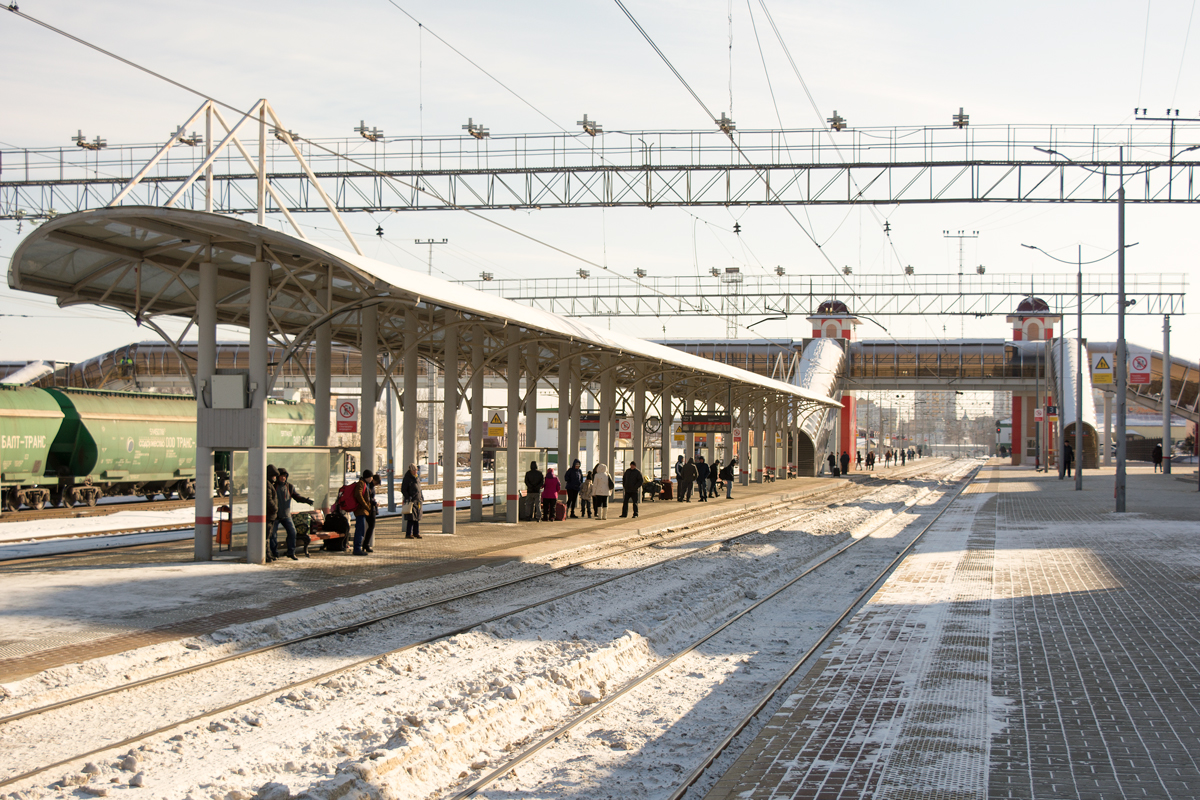
Widok torów kolejowych

## Połączenia
Przez Sarańsk I codziennie przejeżdża kilkanaście pociągów jadących w różnych kierunkach: do Moskwy, Petersburga, Samary, Orenburga, Adlera, Workuty.
Zgodnie z rozkładem na 2021 r. Przez stację kursują pociągi dalekobieżne:

### Eksploatacja pociągów przez cały rok
| № Pociągu   | Trasa                        | № pociągu   | Trasa                        |
| ----------- | ---------------------------- | ----------- | ---------------------------- |
| 41 Mordovia | Sarańsk — Moskwa             | 42 Mordovia | Moskwa — Sarańsk             |
| 75          | Omsk — Symferopol            | 76          | Symferopol — Omsk            |
| 115         | Tomsk — Adler                | 116         | Adler — Tomsk                |
| 119         | Sarańsk — Moskwa             | 120         | Moskwa — Sarańsk             |
| 139         | Barnauł — Adler              | 140         | Adler — Barnauł              |
| 309         | Workuta — Adler              | 310         | Adler — Workuta              |
| 311         | Workuta — Noworosyjsk        | 312         | Noworosyjsk — Workuta        |
| 335         | Jekaterynburg — Noworosyjsk  | 336         | Noworosyjsk — Jekaterynburg  |
| 337         | Petersburg — Samara          | 338         | Samara — Petersburg          |
| 339         | Niżny Nowogród — Noworosyjsk | 340         | Noworosyjsk — Niżny Nowogród |
| 347         | Petersburg — Ufa             | 348         | Ufa — Petersburg             |
| 375         | Kazań — Penza                | 376         | Penza — Kazań                |
| 713 Striż   | Petersburg — Samara          | 714 Striż   | Samara — Petersburg          |

### Sezonowy ruch pociągów
| № pociągu | Trasa                                         | № pociągu | Trasa                                         |
| --------- | --------------------------------------------- | --------- | --------------------------------------------- |
| 233       | Jekaterynburg — Soczi                         | 234       | Soczi — Jekaterynburg                         |
| 475       | Kazań — Soczi                                 | 476       | Soczi — Kazań                                 |
| 497       | Iżewsk — Adler                                | 498       | Adler — Iżewsk                                |
| 501       | Kirow — Anapa                                 | 502       | Anapa — Kirow                                 |
| 531       | Kirow — Adler                                 | 532       | Adler — Kirow                                 |
| 583       | Kazań — Anapa                                 | 584       | Anapa — Kazań                                 |
| 591       | Priobje — Perm — Anapa                        | 592       | Anapa — Perm — Priobje                        |
| 595       | Nowy Urengoj — Tiumeń — Jekaterynburg — Anapa | 596       | Anapa — Jekaterynburg — Tiumeń — Nowy Urengoj |